# Ferenc Kemény (Pädagoge)

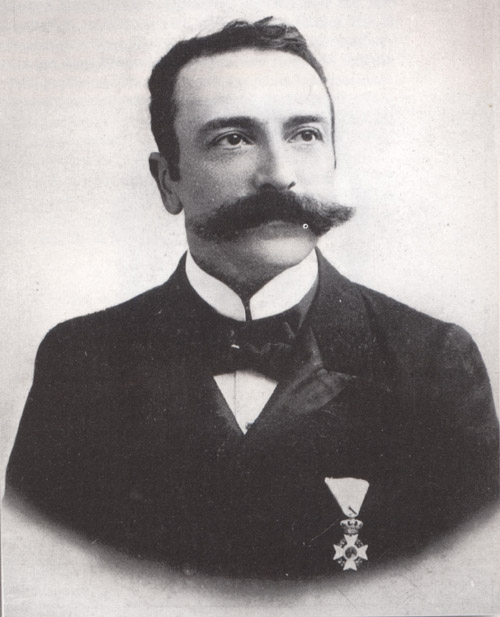
Ferenc Kemény

Ferenc Kemény [ˈfɛrɛnts ˈkɛmeːɲ] (* 17. Juli 1860 in Nagybecskerek, Österreich, heute Zrenjanin, Serbien; † 21. November 1944 in Budapest, Ungarn) war ungarischer Pädagoge und Humanist, dessen internationaler Bekanntheitsgrad mit seinem Amt als Gründungsmitglied des Internationalen Olympischen Komitees und mit seiner Rolle in der zeitgenössischen Friedensbewegung verbunden ist.
Der ursprüngliche Familienname von Ferenc Kemény, dessen Familie jüdischer Abstammung war, lautete Kohn. Er absolvierte seine Schulzeit in Budapest, wo er anschließend ein Studium für ein Lehramt begann. Ein längerer Studienaufenthalt brachte ihn nach Stuttgart, auch um seine deutschen Sprachkenntnisse zu verbessern. 1883 erhielt er an der Universität Budapest das Lehramtsdiplom für Mathematik und Physik.
1884 ging er nach Paris und besuchte hier Vorlesungen am Collège de France und an der Sorbonne, vorwiegend, um die französische Sprache zu vertiefen. In studentischen Kreisen lernte er Pierre de Coubertin kennen. Als Pädagoge war Kemény von Coubertins Grundidee, einer auf dem Sport beruhenden Reform des Erziehungswesens, beeindruckt. Mehr noch beschäftigte ihn aber die frühe bürgerliche Friedensbewegung, für die Paris zu jener Zeit eines der Zentren war.
Nach Quellen des Ungarischen Nationalen Olympischen Komitees soll es Kemény gewesen sein, der neben der erzieherischen Wirkung des Sports auch die Möglichkeit sah, den Sport für die Friedensbewegung zu nutzen, und deshalb bei seinem Aufenthalt in Paris Coubertin den Vorschlag unterbreitet habe, die Olympischen Spiele der Antike wiederzubeleben. Kemény und Coubertin verband zeitlebens enge Freundschaft; so blieben beide auch nach Keménys Rückkehr nach Ungarn, 1888, in ständigem brieflichen Kontakt.
Während seiner Zeit als Lehrer in der ungarischen Provinz erwarb Kemény Diplome für Deutsch und Französisch. 1890 nahm er eine Lehrerstelle in Eger an, wo er später zum Schuldirektor ernannt wurde. Kemény, der inzwischen durch Veröffentlichungen über die Modernisierung des Bildungssystems bekannt wurde, stieß hiermit in konservativen aristokratischen Kreisen erstmals auf Widerstand.
Anfang 1894 erhielt Kemény einen Brief von Coubertin, der ihn zu einem internationalen Sportkongress im selben Jahr an der Sorbonne in Paris einlud, der später als erster Olympischer Kongress in die Geschichte eingehen sollte. Sofort bemühte sich Kemény in seinem Heimatland um Unterstützung beim Ministerium für Kultur und Bildung. Die Politik der österreichisch-ungarischen Doppelmonarchie erforderte jedoch umsichtiges Handeln in internationalen Angelegenheiten. (Außenpolitik war gemeinsame Materie beider Reichshälften, Kultur- und Sportpolitik Sache jeder Reichshälfte für sich.) So erhielt Kemény zwar keine offizielle und damit auch keine finanzielle Unterstützung, man ließ ihm jedoch freie Hand. Eine Reise nach Paris war ihm so nicht möglich, doch war es nicht verwunderlich, dass Coubertin ihn dennoch als Mitglied in das Internationale Olympische Komitee berief, das am 23. Juni 1894, dem letzten Tag des Kongresses, gegründet wurde.
Kemény war begeisterter Verfechter der olympischen Bewegung. Er bemühte sich sofort um die Bildung eines Komitees für die Entsendung ungarischer Sportler zu den ersten Olympischen Spielen 1896 in Athen. Am 19. Dezember 1895 wurde dann auch das Nationale Olympische Komitee Ungarns gegründet, in dem Kemény die Funktion des Sekretärs übernahm.
Seine Ansichten zur olympischen Bewegung waren vom Friedensgedanken geprägt. Er sah die Olympischen Spiele als Botschafter der internationalen Friedensbewegung an und betrachtete sie als ein Fest, das zu den glücklichsten, friedlichsten und brüderlichsten Bewegungen der Weltjugend zählen sollte. Diese Einstellung war bezeichnend für Keménys Arbeit für den Frieden, die er als 26. Mitglied des internationalen Friedensbüros, als Vorstandsmitglied und erster Sekretär des ungarischen Friedensvereins und als Generalsekretär des Weltfriedenskongresses 1896 in Budapest leistete.
Die anhaltenden Streitigkeiten um die Finanzierung der Olympischen Spiele in Athen veranlassten Kemény, die Verlegung nach Budapest zu betreiben, wo 1896 die Feierlichkeiten zur 1000-jährigen Siedlungsgeschichte der Magyaren veranstaltet wurden. Schließlich blieben die Spiele doch in Athen, und Kemény führte die kleine ungarische Delegation im Auftrag der ungarischen Regierung an. Außerdem beteiligte er sich dort als Kampfrichter und nahm an zahlreichen Sitzungen des IOC teil. Seine Veröffentlichungen nach den Spielen fanden große Beachtung und machten Kemény zu einer in politischen Kreisen geachteten Person.
Die intensiven Bemühungen Keménys um die olympische Bewegung stießen jedoch nicht überall in Ungarn auf ungeteilten Zuspruch. Wieder waren es insbesondere die aristokratischen Kreise, die Kemény wegen dessen bürgerlicher Herkunft nicht als den geeigneten Repräsentanten im IOC ansahen. Es war Coubertin, der Kemény darin bestärkte, den Anfeindungen zu widerstehen und die Arbeit im IOC fortzusetzen. So führte Kemény auch noch 1900 und 1904 die ungarischen Delegationen in Paris und St. Louis an, wo er zusammen mit Willibald Gebhardt das IOC vertrat.
Im Machtkampf der ungarischen Sportverbände vor den Olympischen Spielen 1908 in London nahm der Druck auf Kemény zu. Der ihm gegenüber stets eine ablehnende Haltung einnehmende Magyar Atletikai Club hatte inzwischen eine führende Rolle übernommen. Er stellte bereits die meisten Sportler für Olympische Spiele und Mitglieder des Nationalen Olympischen Komitees Ungarns. Dieses entschied, dass sein Repräsentant im IOC eine Person von gutem Ruf und Ansehen, Stand und Ehre sein sollte. Kemény empfand dies als deutliches Zeichen der Geringschätzung seiner Person und gab 1907 seine Mitgliedschaft im Nationalen und Internationalen Olympischen Komitee auf. 1908 nahm er privat als Zuschauer an den Olympischen Spielen in London teil, ohne jedoch Kontakt zu Coubertin oder anderen IOC-Mitgliedern zu haben.
Als Friedensfreund nominierte Kemény für 1908, 1913 und 1914 erfolglos Kaiser und König Franz Joseph I. für den Friedensnobelpreis.
Kemény widmete sich in der Folge ausschließlich pädagogischen Studien. 1934 war er Mitherausgeber der Encyclopaedia of Pedagogy. Während des Zweiten Weltkrieges wurde Kemény seine jüdische Abstammung zum Verhängnis. Er entzog sich der drohenden Deportation, indem er mit seiner Frau 1944 im Keller seiner Wohnung Selbstmord beging.
Am 1. Juni 1980 erhielt eine neu errichtete Sporthalle in Eger seinen Namen.